# Chimarra goroca
Chimarra goroca là một loài Trichoptera trong họ Philopotamidae. Chúng phân bố ở miền Australasia.